# Montcuq-en-Quercy-Blanc
Montcuq-en-Quercy-Blanc is een gemeente in het Franse departement Lot (regio Occitanie). De plaats maakt deel uit van het arrondissement Cahors. Montcuq-en-Quercy-Blanc is op 1 januari 2016 ontstaan door de fusie van de gemeenten Belmontet, Lebreil, Montcuq, Sainte-Croix en Valprionde. De gemeente telde 1.812 inwoners op 1 januari 2022.

## Geografie
De oppervlakte van Montcuq-en-Quercy-Blanc bedroeg op 1 januari 2022 78,23 vierkante kilometer; de bevolkingsdichtheid was toen 23,2 inwoners per km².

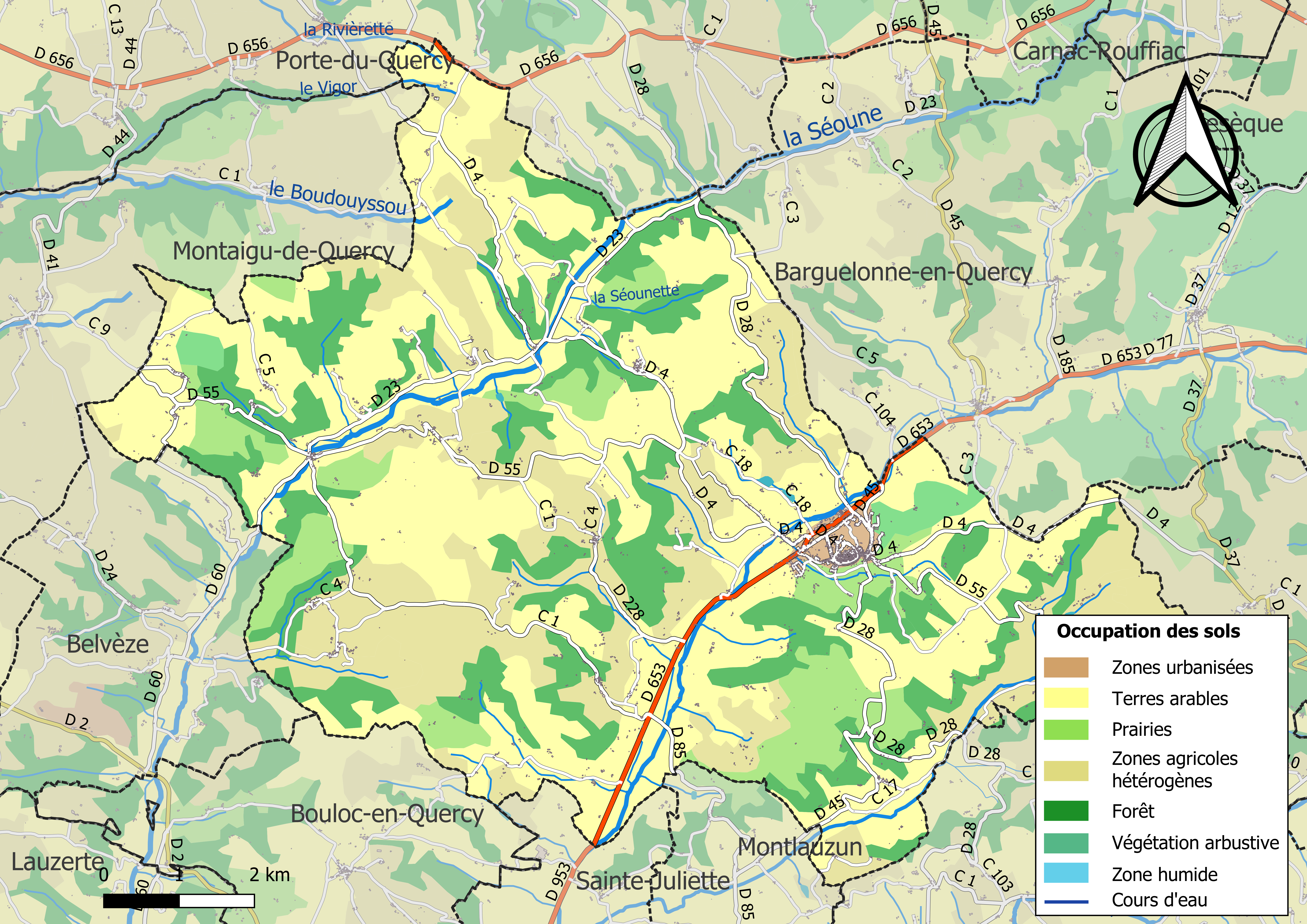
Kaart van de gemeente met de belangrijkste infrastructuur, bodemgebruik en omliggende gemeenten